# Susan Anspach
Susan Anspach (* 23. November 1942 in New York City; † 2. April 2018 in Los Angeles) war eine US-amerikanische Theater- und Filmschauspielerin.

## Leben und Karriere
Anspach wurde am 23. November 1942 in New York geboren und wuchs im Stadtteil Queens auf. 1960 absolvierte sie die William Cullen Bryant High School in Long Island City. Sie spielte in verschiedenen Broadway Shows Hauptrollen, unter anderem in Hair und einer Aufführung des The Actors Studios neben Al Pacino. Sie erlangte zuerst als Gegenpart von Jack Nicholson, dem Vater ihres Sohnes, in Five Easy Pieces Bedeutung. Ein Reporter der The New York Times, Vincent Canby, nannte sie „eine der anmutigsten und talentiertesten Schauspielerinnen in Amerika“.
Als Bühnenschauspielerin spielte sie abseits des Broadways in A View from the Bridge neben Robert Duvall, Jon Voight und Dustin Hoffman. In ihrer Laufbahn hat sie in neunzehn Spiel- und acht Fernsehfilmen sowie auch zwei Fernsehserien mitgespielt.
Am 2. April 2018 starb Susan Anspach  im Alter von 75 Jahren in Los Angeles.

## Filmografie (Auswahl)
- 1965: Preston & Preston (The Defenders, Fernsehserie, eine Folge)
- 1970: Der Hausbesitzer (The Landlord)
- 1970: Five Easy Pieces – Ein Mann sucht sich selbst (Five Easy Pieces)
- 1972: Mach’s noch einmal, Sam (Play It Again, Sam)
- 1973: Heirat ausgeschlossen (Blume in Love)
- 1978: Der Große Trick (The Big Fix)
- 1979: Running
- 1981: Zum Teufel mit Max (The Devil and Max Devlin)
- 1981: Die Ballade von Lucy Jordan (Montenegro)
- 1982: Treibjagd in den Wolken (Deadly Encounter) (Fernsehfilm)
- 1983: Kampf um Yellow Rose (The Yellow Rose) (Fernsehserie, 9 Folgen)
- 1983: Unverstanden (Misunderstood)